# ISO 9660
ISO 9660 é um sistema de arquivos para mídia de disco ótico.
Sendo publicado pela Organização Internacional de Normalização (ISO), o sistema de arquivos é considerado um padrão técnico internacional.
Como a especificação está disponível para qualquer pessoa comprar, implementações foram escritas para muitos sistemas operacionais.

## Especificações
ISO 9660 também conhecido como ECMA-119 ou CDFS (Compact Disc File System) por alguns provedores de hardware e software, é uma norma de sistema de arquivos, publicado pela International Organization for Standardization a ISO para mídias de disco ótico. Destina-se a suporte os diferentes sistemas operacionais de computadores como Windows, Mac OS clássico, e sistemas do tipo Unix de modo que os dados podem ser trocados.
Existem várias extensões ao ISO 9660 que relaxam algumas das suas limitações.
- Rock Ridge suporta a preservação de permissões POSIX (Unix-style) e nome longos.
- Joliet suporta nomes Unicode gravados em UCS-2, deixando que quase qualquer caractere seja usado, até de scripts não Latin.
- El Torito  permite que CDs sejam de arranque (boot) em PCs.
- Extensões Apple ISO 9660

## História
O sistema CDFS é baseado no ISO 9660, um padrão de sistema de arquivos somente leitura escrito pelo grupo High Sierra. O grupo derivou seu nome de encontros iniciados em 1985 no Del Webb's High Sierra Hotel e Casino em Lake Tahoe, Nevada, onde representantes da Apple, Microsoft, Sony e outros começaram a coopera no desenvolvimento de um formato de sistema de arquivos não proprietário para CD-ROM. O padrão inicial foi chamado como o grupo mas a ISO exigiu que uma versão internacional do padrão fosse liberada. Esta versão foi formalizada como ISO 9660.
A High Sierra foi aprovado em Dezembro de 1986 (com as alterações) como padrão internacional pela Ecma International como ECMA-119 and submitted for fast tracking to the ISO, where it was eventually accepted as ISO 9660:1988. The ISO 9660 file system format is now used throughout the industry.